# Flora Izabel Rodrigues
Flora Izabel Nobre Rodrigues (Teresina, 29 de novembro de 1962) é uma economista e política brasileira com atuação no estado do Piauí.

## Dados biográficos
Filha de José Rodrigues Alves e Clésia Batista Nobre Rodrigues Alves. Formada em Economia e Letras na Universidade Federal do Piauí, onde se especializou em Políticas Públicas. Iniciou sua atuação política no movimento estudantil e foi vice-presidente da Comissão de Direitos Humanos da Arquidiocese de Teresina ingressando no serviço público federal em 1983. Sempre filiada ao PT, fundou e foi a primeira presidente do Sindicato dos Servidores Públicos Federais do Piauí. Disputou sua primeira eleição em 1994 como candidata a deputada federal, não sendo eleita devido ao baixo quociente eleitoral de sua coligação; entretanto foi eleita vereadora de Teresina em 1996 e 2000.
Eleita primeira suplente de deputado estadual em 1998 e deputada estadual em 2002 e 2006, foi derrotada em primeiro turno ao disputar a prefeitura de Teresina em 2004. Em 2010 figurou como suplente de deputado estadual, sendo convocada para exercer o mandato após a nomeação de parlamentares para o secretariado do governador Wilson Martins, reelegendo-se em 2014 e 2018, mas renunciou ao mandato parlamentar após eleger-se conselheira do Tribunal de Contas do Estado em 16 de setembro de 2021.
Seu pai foi comandante-geral da Polícia Militar do Piauí no período correspondente ao primeiro governo Hugo Napoleão e ao governo Bona Medeiros. Além disso, é prima do ex-deputado federal Jesus Rodrigues, sobrinha de Edmundo Rodrigues Alves, prefeito de Hugo Napoleão por três vezes e mãe do vereador de Teresina, Venâncio Cardoso.